# Olympiada Patras
L'Olympiada Patras (en grec moderne : Αθλητική Εταιρεία Πατρών Ολυμπιάς, soit  AEP Olympiada: société sportive de Patras Olympiada), est un club grec de basket-ball basé à Patras.

## Palmarès
- 2006: champion de Grèce A2
- 2003: champion de Grèce troisième division
- 1965, 1967, 1968, 1998 : champion d'Achaie

## Entraîneurs
- 2007-2008 :  Yannis Christopoulos
- 2008 :  Dragan Raca